# Маркиз Абердин и Темер
Маркиз Абердин и Темер в графстве Абердин, графстве Мит и в графстве Аргайл (англ. Marquess of Aberdeen and Temair) — наследственный титул в системе Пэрства Соединённого королевства. Он был создан 4 января 1916 года для Джона Гамильтона-Гордона, 7-го графа Абердина (1847—1934).

## Баронеты из Хаддо
Семья Гордон происходит от Джона Гордона (1610—1644), на стороне роялистов сражался против ковенантеров во время Гражданской войны в Англии. В 1642 году для него был создан титул баронета из Хаддо в графстве Абердиншир (Баронетство Новой Шотландии). В 1644 году он был признан виновным в государственной измене и казнен, а его титул баронета конфискован. После реставрации Стюартов титул баронета был восстановлен для его сына Джона Гордона, второго баронета (1632—1665).

## Графы Абердин
2-й баронет скончался, не оставив сыновей. Титул унаследовал его младший брат, Джордж Гордон, 3-й баронет (1637—1720). Он был известным адвокатом, занимал должности лорда-председателя сессионного суда, лорда-председателя Тайного совета (1681—1682) и лорда-канцлера Шотландии (1682—1684). 30 ноября 1682 года он получил звание пэра Шотландии в качестве лорда Хаддо, Метлика, Тарвса и Келли, виконта Формартина и графа Абердина. Его преемником стал его второй сын, Уильям Гордон, 2-й граф Абердин (1679—1746). В 1721—1727 годах он заседал в Палате лордов в качестве одного из избранных шотландских пэров-представителей. Ему наследовал его старший сын от второго брака, Джордж Гордон, 3-й граф Абердин (1722—1801). Он был шотландским пэром-представителем в Палате лордов Великобритании (1747—1761, 1774—1790).

## Лорд Абердин, премьер-министр Великобритании

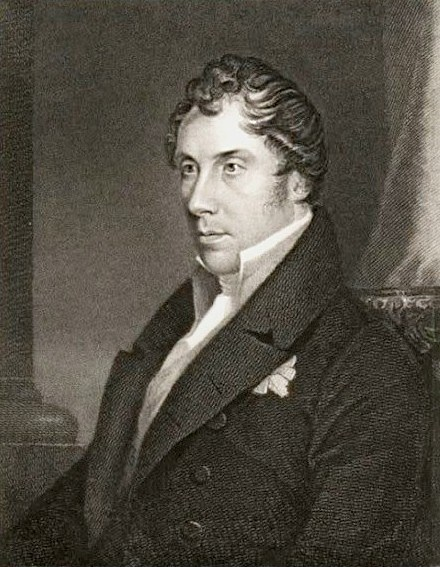
Джордж Гамильтон-Гордон, 4-й граф Абердин (1784—1860), премьер-министр Великобритании (1852—1855)

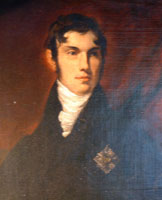
Джордж Джон Джеймс Гамильтон-Гордон, 5-й граф Абердин (1816—1864)

В 1801 году графский титул унаследовал Джордж Гамильтон-Гордон, 4-й граф Абердин (1784—1860), внук 3-го графа. Он был старшим сыном Джорджа Гордона, лорда Хаддо (1764—1791). Лорд Абердин был видным дипломатом и политиком, он занимал посты канцлера герцогства Ланкастерского (1828), министра иностранных дел (1828—1830, 1841—1846), министр по военным и колониальным делам (1834—1835) и премьер-министра Великобритании (1852—1855). В 1815 году для него был создан титул виконта Гордона из Абердина в графстве Абердин (Пэрство Соединённого королевства), который давал ему автоматическое место в Палате лордов. Первым браком лорд Абердин был женат на леди Кэтрин Элизабет Гамильтон (1784—1812), дочери Джона Гамильтона, 1-го маркиза Аберкорна, и в 1818 году получил королевское разрешение на дополнительную фамилию «Гамильтон». Его преемником стал его старший сын от второго брака с Гарриет Дуглас, Джордж Джон Джеймс Гамильтон-Гордон, 5-й граф Абердин (1816—1864). Он заседал в Палате общин от Абердиншира (1854—1860). Его старший сын, Джордж Гамильтон-Гордон, 6-й граф Абердин (1841—1870), был моряком и авантюристом. Он утонул у берегов Северной Америки в 1870 году, будучи неженатым.

## Маркизы Абердин и Темер

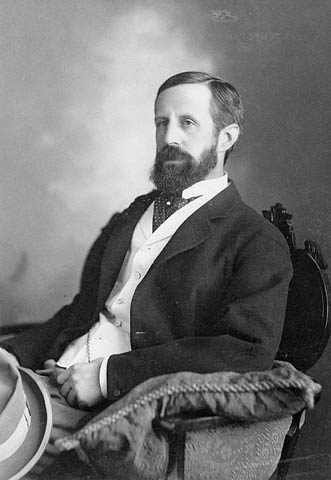
Джон Гамильтон-Гордон, 1-й маркиз Абердин и Темер (1847—1934)

6-му графу Абердину наследовал его младший брат, Джон Гамильтон-Гордон, 7-й граф Абердин (1847—1934). Он был либеральным политиком, занимал посты лорда-лейтенанта Ирландии (1886, 1905—1915) и генерал-губернатора Канады (1893—1898). В 1880—1934 годах — лорд-лейтенант Абердиншира. В 1916 году для него был создан титул графа Хаддо в графстве Абердин и маркиза Абердина и Темера в графствах Абердин, Мит и Аргайл. Все эти титулы являлись пэрством Соединённого королевства.
Его преемником стал его старший сын, Джордж Гордон, 2-й маркиз Абердин и Темер (1879—1965). Он был членом Совета графства Лондон лордом-лейтенантом Абердиншира (1934—1959). Он был бездетным, ему наследовал его младший брат, Дадли Гладстон Гордон, 3-й маркиз Абердин и Темер (1883—1972). Он был президентом Британской федерации промышленности (1940—1943) и президентом института инженеров-механиков (1947). Ему наследовал его старший сын, Дэвид Гордон, 4-й маркиз Абердин и Темер (1908—1974). Он был членом Совета графства Абердиншир и лордом-лейтенантом Абердиншира (1973—1974). У него было четверо приёмных детей, но не было собственных. Ему наследовал его младший брат, Арчибальд Гордон, 5-й маркиз Абердин и Темер (1913—1984). Он работал на канале Би-би-си. Он не бы женат и после его смерти в 1984 году титул перешел к его младшему брату, Аластеру Ниниану Джону Гордону, 6-му маркизу Абердину и Темеру (1920—2002). Он являлся председателем клуба искусств. Ему наследовал его единственный сын, Александр Гордон, 7-й маркиз Абердин и Темер (1955—2020).
По состоянию на 2024 год, обладателем титула являлся его старший сын, Джордж Иэн Алистер Гордон, 8-й маркиз Абердин и Темер (род. 1983), наследовавший отцу в 2020 году.

## Другие известные представители рода Гордон
- Достопочтенный Уильям Гордон (1730/1737 — 1816), генерал британской армии, старший сын 2-го графа Абердина от второго брака
- Достопочтенный Козмо Гордон (1731/1738 — 1783), полковник британской армии, второй сын 2-го графа Абердина от третьего брака
- Достопочтенный Александр Гордон (1739—1792), лорд коллегии юстиции под именем лорда Роквилла (1788—1792), третий сын 2-го графа Абердина от третьего брака
- Уильям Дафф-Гордон (1772—1823), депутат Палаты общин от Вустера (1807—1818), сын предыдущего. С 1815 года — 2-й баронет из Халхина и принял дополнительную фамилию «Дафф»
- Достопочтенный Уильям Гордон (1784—1858), вице-адмирал королевского флота, депутат парламента от Абердиншира (1820—1854), младший сын 4-го графа Абердина
- Достопочтенный Александр Гордон (1786—1815), военный, младший брат 4-го графа Абердина. Погиб в битве при Ватерлоо
- Достопочтенный сэр Роберт Гордон (1791—1847), британский дипломат, посол Великобритании в Австрии (1841—1846), младший брат 4-го графа Абердина
- Достопочтенный Джон Гордон (1792—1869), адмирал королевского флота, младший брат 4-го графа Абердина
- Достопочтенный сэр Александр Гамильтон-Гордон (1817—1890), генерал британской армии, депутат Палаты общин от Восточного Абердиншира (1875—1885), старший сын 4-го графа Абердина от второго брака
- Сэр Александр Гамильтон-Гордон (1859—1939), генерал британской армии, старший сын предыдущего
- Его преподобие достопочтенный Дуглас Гамильтон-Гордон (1824—1901), каноник Солсбери, капеллан королевы Виктории, третий сын 4-го графа Абердина от второго брака
- Достопочтенный Артур Гамильтон-Гордон (1829—1912), либеральный политик, барон Стэнмор с 1893 года, четвертый сын 4-го графа Абердина от второго брака. Губернатор Новой Зеландии (1880—1882) и Цейлона (1883—1890)
- Изабель Гамильтон-Гордон, маркиза Абердин и Темер (1857—1939), дочь Дадли Маржорибэнкса, 1-го барона Твидмута, жена 1-го маркиза Абердина и Темера, шотландская писательница и филантроп.

Родовая резиденция — Хаддо-хаус в Абердиншире.
Титул учтивости старшего сына и наследника маркиза — «Граф Хаддо», титул учтивости старшего сына и наследника графа Хаддо — «Виконт Формартин».
Маркизы Абердина и Темера находятся в родстве с маркизами Хантли. Сэр Джон Гордон из Стрэтбоги (ум. ок. 1395), предок сэра Джона Гордона, 1-го баронета, был братом Элизабет Гордон. Она стала женой сэра Александра Сетона (ум. 1438) и матерью Александра Гордона, 1-го графа Хантли (ум. 1470), предка маркизов Хантли.

## Баронеты Гордон из Хаддо (1642)
- 1642—1644: Сэр Джон Гордон, 1-й баронет (1610 — 19 июля 1644), сын Джорджа Гордона и внук Джеймса Гордона из Хаддо и Метлика
- 1644—1665: Сэр Джон Гордон, 2-й баронет (ок. 1632—1665), старший сын предыдущего
- 1665—1720: Сэр Джордж Гордон, 3-й баронет (3 октября 1637 — 20 апреля 1720), второй сын 1-го баронета, граф Абердин с 1682 года.

## Графы Абердин (1682)
- 1682—1720: Джордж Гордон, 1-й граф Абердин (3 октября 1637 — 20 апреля 1720), второй сын сэра Джона Гордона, 1-го баронета
  - Джордж Гордон, лорд Хаддо (6 августа 1674 — между 1 июля 1694 и 1708), второй сын предыдущего
- 1720—1745: Уильям Гордон, 2-й граф Абердин (22 декабря 1679 — 30 марта 1745), четвертый сын 1-го графа Абердина
- 1475—1801: Джордж Гордон, 3-й граф Абердин (19 июня 1722 — 13 августа 1801), старший сын предыдущего от второго брака
  - Джордж Гордон, лорд Хаддо (28 января 1764 — 2 октября 1791), старший сын предыдущего
- 1801—1860: Джордж Гамильтон-Гордон, 4-й граф Абердин (1784—1860)
- 1860—1864: Джордж Гамильтон-Гордон, 5-й граф Абердин (28 сентября 1816 — 22 марта 1864), старший сын предыдущего
- 1864—1870: Джордж Гамильтон-Гордон, 6-й граф Абердин (10 декабря 1841 — 27 января 1870), старший сын предыдущего
- 1870—1934: Джон Кэмпбелл Гамильтон-Гордон, 7-й граф Абердин (3 августа 1847 — 7 марта 1934), третий сын 5-го графа Абердина, маркиз Абердин и Темер с 1916 года.

## Маркизы Абердин и Темер (1916)
- 1916—1934: Джон Кэмпбелл Гордон, 1-й маркиз Абердин и Темер (3 августа 1847 — 7 марта 1934), третий сын Джорджа Гамильтона-Гордона, 5-го графа Абердина;
- 1934—1965: Джордж Гордон, 2-й маркиз Абердин и Темер (20 января 1879 — 6 января 1965), старший сын предыдущего;
- 1965—1972: Дадли Гордон, 3-й маркиз Абердин и Темер (6 мая 1883 — 16 апреля 1972), младший брат предыдущего;
- 1972—1974: Дэвид Гордон, 4-й маркиз Абердин и Темер (21 января 1908 — 13 сентября 1974), старший сын предыдущего;
- 1974—1984: Арчибальд Гордон, 5-й маркиз Абердин и Темер (9 июля 1913 — 7 сентября 1984), второй сын 3-го маркиза Абердина и Темера, младший брат предыдущего;
- 1984—2002: Аластер Гордон, 6-й маркиз Абердин и Темер (20 июля 1920 — 19 августа 2002), четвертый сын 3-го маркиза Абердина и Темера, младший брат предыдущего;
- 2002—2020: Александр Гордон, 7-й маркиз Абердин и Темер (31 марта 1955 — 12 марта 2020), единственный сын предыдущего;
- 2020 — настоящее время: Джордж Иэн Аластер Гордон, 8-й маркиз Абердин и Темер (род. 4 мая 1983), старший сын предыдущего;
  - Наследник: Иво Ниниан Александр Гордон, граф Хаддо (род. 18 июля 2012), сын предыдущего.